# No te mueras sin decirme adónde vas
No te mueras sin decirme adónde vas és una pel·lícula argentina en color dirigida per Eliseo Subiela segons el seu propi guió que es va estrenar el 15 de juny de 1995 i que va tenir com a principals intèrprets a Darío Grandinetti, Mariana Arias, Oscar Martínez i Mónica Galán.

## Sinopsi
Leopoldo, projeccionista de cinema a Buenos Aires, té en ment una idea: fer realitat els seus somnis. La sort li somriu un dia, quan la Raquel, una dona jove i bonica del passat, el visita. Poc després, la jove li declara el seu amor i li recorda que abans eren amants. Amb la malaltia de la reencarnació, Raquel vol marxar amb Leopoldo per morir. Però Leopoldo té por de la mort.

## Repartiment
Van intervenir en el film els següents intèrprets:
- Darío Grandinetti …Leopoldo
- Mariana Arias …Raquel
- Oscar Martínez…Oscar
- Mónica Galán …Susana
- Tincho Zabala …Don Mario
- Leonardo Sbaraglia …Pablo
- James Murray … William K.L. Dickson
- Ricardo Fasán …Edison
- Sandra Ballesteros …Mujer
- Nacha Guevara
- Sandra Sandrini …Melba
- Jairo …Veu del robot
- Lidia Catalano
- Miguel Forza de Paul
- Juan Carlos Velázquez
- Manuel Cruz	...	Pare de Leopoldo
- Vando Villamil …	Pare de Leopoldo (jove)
- Alicia Schilman …Mare de Leopoldo (jove)
- Mauro Iván Palermo … Leopoldo (nen)
- Elvira Onetto	...	Dona a la fàbrica
- Camila Cabral	...	filla de Leopoldo (5 anys)
- Matías Hareza	...	filla de Leopoldo (bebé)
- Candela Balbuena	...	filla de Leopoldo (11 mesos)
- Anabel Cherubito	...	Dona del somni eròtic
- Jacobo Aisemberg	...	Home
- Jorge García Cozzi	...	Barman
- Susana Serebrenik	...	1a clienta
- Eliseo Subiela
- Susana Di Gerónimo

## Premis i nominacions
Asociación de Cronistas Cinematográficos de la Argentina, premis Cóndor de Plata 1996
- Tincho Zabala guanyador del Premi al Millor Actor de Repartiment.
- Pedro Aznar guanyador del Premi a la Millor Música
- Mariana Arias: nominada al Premi a la Millor Revelació Femenina
- Hugo Colace: nominat al Premi a la Millor Fotografia.
- Margarita Jusid: nominada al Premi a la Millor Direcció Artística)

Festival de Cinema Internacional de Chicago, 1995
Eliseo Subiela: nominat al Primer Premi a la Millor Direcció
Festival de Cinema Internacional de Friburg, 1996
Eliseo Subiela: guanyador del Gran Premi
Festival Internacional de Cinema de Mont-real, 1995
Eliseo Subiela: Guanyador del Premi del Públic
XXVIII Festival Internacional de Cinema Fantàstic de Sitges
Eliseo Subiela: guanyador del Premi al millor guió